# Joachim Hauer
Joachim Hauer (2 februari 1991) is een Noors voormalig schansspringer. Zijn debuut in de wereldbeker was op 25 januari 2014. 
In de seizoenen 2014/2015 en 2015/2016 boekte hij aansprekende resultaten. Sindsdien heeft hij in de wereldbeker geen finalerondes meer gehaald. Ook nam hij niet deel aan de FIS Summer Grand Prix van 2017.

## Resultaten

### Wereldbeker
Eindklasseringen
| Seizoen   | Algm | SV  | 4S  |
| --------- | ---- | --- | --- |
| 2014/2015 | 67e  | 50e | -   |
| 2015/2016 | 20e  | 17e | 19e |

### FIS Summer Grand Prix
Eindklasseringen
Zeges
| Jaar | Plaats |
| ---- | ------ |
| 2014 | 69e    |
| 2015 | 17e    |
| 2016 | 15e    |

Zeges
| Datum        | Plaats en schans | Opmerkingen     |
| ------------ | ---------------- | --------------- |
| 22 juni 2016 | Wisla HS134      | landenwedstrijd |

## Palmares

### Grand Prix schansspringen 2015
- Tsjaikovsky HS 140
- Tsjaikovsky HS 140

### 2015/2016
- Nizhny Tagil HS 134

### Grand Prix schansspringen 2016
- Landenwedstrijd Wisla HS 134
- Hakuba HS 131